# Philipp Fink (Politiker, 1831)
Johann Philipp Georg Fink (* 22. Januar 1831 in Seelbach; † 4. Januar 1913) war ein deutscher Landwirt und Mitglied des Deutschen Reichstages.

## Leben
Fink besuchte die Volksschule und wurde Landwirt in Weyer. Er war Bürgermeister, Kreistagsmitglied und Kreisdeputierter, Mitglied des Kommunal- und Provinzial-Landtags des Regierungs-Bezirks Wiesbaden bzw. der Provinz Hessen-Nassau.
Von 1893 bis 1898 war er Mitglied des Reichstages für den Wahlkreis Regierungsbezirk Wiesbaden 4 Limburg, Oberlahnkreis, Unterlahnkreis und die Nationalliberale Partei.